# Chrysotachina subviridis
Chrysotachina subviridis là một loài ruồi trong họ Tachinidae.